# Adelocera exiguus
Adelocera exiguus is een keversoort uit de familie van de kniptorren (Elateridae). De wetenschappelijke naam van de soort werd voor het eerst geldig gepubliceerd in 1897 door Ernest Candèze.